# Inertial Upper Stage
O Inertial Upper Stage (IUS), originalmente designado de Interim Upper Stage, era um foguete de dois estágios de combustível sólido. O estágio superior foi desenvolvido pela Boeing para a Força Aérea dos Estados Unidos a partir de 1976 para lançar cargas na órbita terrestre baixa ou em órbitas ou trajetórias interplanetárias após o lançamento a bordo de um foguete Titan 34D ou Titan IV, ou a partir do compartimento de carga do ônibus espacial.

## Voos
| S/N | Data do lançamento | Veículo de lançamento                 | Carga                     | Observações | Imagem |
| --- | ------------------ | ------------------------------------- | ------------------------- | --- | ------ |
| 2   | 30-10-1982         | Titan 34D                             | DSCS II F-16/III A-1      | A missão foi bem sucedida, apesar da perda de telemetria para a maior parte do voo.                                                                      |        |
| 1   | 04-04-1983         | Ônibus espacial Challenger (STS-6)    | TDRS-1 (TDRS-A)           | O segunda estágio caiu devido a uma falha do sistema de controlo, o que resulta em uma órbita incorreta. O satélite se manobrou para a sua órbita final. |        |
| 11  | 24-01-1985         | Ônibus espacial Discovery (STS-51-C)  | USA-8 (Magnum)            | |        |
| 12  | 03-10-1985         | Ônibus espacial Atlantis (STS-51-J)   | USA-11/12 (DSCS)          | |        |
| 3   | 28-01-1986         | Ônibus espacial Challenger (STS-51-L) | TDRS-B                    | Destruído durante o lançamento. |        |
| 7   | 29-09-1988         | Ônibus espacial Discovery (STS-26)    | TDRS-3 (TDRS-C)           | |        |
| 9   | 13-03-1989         | Ônibus espacial Discovery (STS-29)    | TDRS-4 (TDRS-D)           | |        |
| 18  | 04-05-1989         | Ônibus espacial Atlantis (STS-30)     | Magellan                  | Sonda para Vênus. |        |
| 8   | 14-06-1989         | Titan IV (402) A                      | USA-39 (DSP)              | |        |
| 19  | 18-10-1989         | Ônibus espacial Atlantis (STS-34)     | Galileu                   | Sonda para Júpiter. |        |
| 5   | 23-11-1989         | Ônibus espacial Discovery (STS-33)    | USA-48 (Magnum)           | |        |
| 17  | 06-10-1990         | Ônibus espacial Discovery (STS-41)    | Ulysses                   | Sonda para as regiões polares do Sol. |        |
| 6   | 13-11-1990         | Titan IV (402) A                      | USA-65 (DSP)              | |        |
| 15  | 02-08-1991         | Ônibus espacial Atlantis (STS-43)     | TDRS-5 (TDRS-E)           | |        |
| 14  | 24-11-1991         | Ônibus espacial Atlantis (STS-44)     | USA-75 (DSP)              | |        |
| 13  | 13-01-1993         | Ônibus espacial Endeavour (STS-54)    | TDRS-6 (TDRS-F)           | |        |
| 20  | 22-12-1994         | Titan IV (402) A                      | USA-107 (DSP)             | |        |
| 26  | 13-07-1995         | Ônibus espacial Discovery (STS-70)    | TDRS-7 (TDRS-G)           | |        |
| 4   | 23-02-1997         | Titan IV (402) B                      | USA-130 (DSP)             | |        |
| 21  | 09-04-1999         | Titan IV (402) B                      | USA-142 (DSP)             | O primeiro e o segundo estágio do IUS não conseguiu se separar, a carga foi colocada em órbita inútil.                                                   |        |
| 27  | 23-07-1999         | Ônibus espacial Columbia (STS-93)     | Chandra X-ray Observatory | |        |
| 22  | 08-05-2000         | Titan IV (402) B                      | USA-149 (DSP)             | |        |
| 16  | 06-08-2001         | Titan IV (402) B                      | USA-159 (DSP)             | |        |
| 10  | 14-02-2004         | Titan IV (402) B                      | USA-176 (DSP)             | |        |